# World Food Summit
World Food Summits (Welternährungsgipfel) finden seit 1974 in unregelmäßigen Abständen unter Schirmherrschaft der Vereinten Nationen statt.

## 1974 World Food Conference
Der erste Welternährungsgipfel fand vom 5. bis 16. November 1974 in Rom statt. Auslöser war die Welternährungskrise seit 1972. Henry Kissinger schlug in seiner ersten öffentlichen Rede als US-Außenminister am 24. September 1973 vor, eine Welternährungskonferenz ins Leben zu rufen.
Insgesamt nahmen etwa 1800 Personen an der Konferenz teil, darunter 133 Länderdelegationen, 18 UN-Organisationen, 28 Intergovernmental Organizations, 161 Nichtregierungsorganisationen und 400 Medienvertreter. Die Generalversammlung verabschiedete zum Abschluss der Konferenz die Allgemeine Erklärung über die Ausrottung von Hunger und Mangelernährung. Der US-Außenminister Henry Kissinger verkündete in seiner Rede vom 5. November das „ehrgeizige Ziel“: „In zehn Jahren wird kein Mann, keine Frau und kein Kind mehr hungrig zu Bett gehen.“ Die Konferenz bewirkte die Schaffung neuer Gremien und Organisationen im Bereich der Vereinten Nationen, wie beispielsweise der Internationale Fonds für landwirtschaftliche Entwicklung (IFAD).

## 1996 World Food Summit
1994 regte der Generaldirektor der FAO, Jacques Diof, die Einberufung einer zweiten Welternährungskonferenz an. Es ging hierbei vor allem um eine Erneuerung der Erklärung von 1974. Am ersten Tag wurde die Rome Declaration on World Food Security und ein Aktionsplan verabschiedet. In der Deklaration hieß es: „Wir (die Mitgliedsstaaten, Anm.) bekennen uns zu unserem politischen Willen und unserer gemeinsamen und nationalen Verpflichtung, Ernährungssicherheit für alle zu erreichen und uns kontinuierlich um die Beseitigung des Hungers in allen Ländern zu bemühen, mit dem unmittelbaren Ziel, die Zahl der unterernährten Menschen spätestens 2015 auf die Hälfte ihres derzeitigen Niveaus zu senken.“ Neben der offiziellen, fünftägigen Konferenz vom 13. bis 17. November fand ein NGO-Forum mit rund 600 Teilnehmenden statt sowie ein zweitägiges internationales Jugend-Forum und ein Treffen von Parlamentarierinnen und Parlamentariern.

## 2002 World Food Summit
Vom 10. bis 13. Juni 2002 fand der dritte Welternährungsgipfel statt. Im Zentrum stand die Frage, was in den letzten fünf Jahren seit dem letzten Gipfel erreicht wurde.

## 2009 World Summit on Food Security
Der Weltgipfel für Ernährungssicherheit fand vom 16. bis 18. November 2009 in Rom statt. Die Entscheidung zur Einberufung des Gipfels wurde vom FAO-Rat auf Vorschlag von FAO-Generaldirektor Jacques Diouf getroffen. Sechzig Staats- und Regierungschefs nahmen an dem Gipfel teil. Die Länder nahmen einstimmig eine Erklärung an, in der sie sich erneut dazu verpflichten, den Hunger auf der Erde so schnell wie möglich zu beseitigen.

## 2021 Food Systems Summit
Der UN-Gipfel zu Ernährungssystemen fand am 23. September 2021 in New York statt.
Am 16. Oktober 2019 verkündete der UN-Generalsekretär António Guterres eine Welternährungskonferenz für September 2021 einzuberufen. Als Sonderbotschafterin wurde Agnes Kalibata benannt, Agrarwissenschaftlerin und Politikerin sowie Präsidentin der Alliance for a Green Revolution in Africa (AGRA). Die Scientific Group leitete der Agrarwissenschaftler Joachim von Braun. Der Gipfel stand unter dem Vorzeichen der Ziele für nachhaltige Entwicklung, d. h. unter anderem bis 2030 den Hunger zu beenden, Ernährungssicherheit und eine bessere Ernährung zu erreichen und eine nachhaltige Landwirtschaft zu fördern.
Die Konferenz wurde von mehreren NGOs und Wissenschaftlern boykottiert, die mangelnde Transparenz und einen zu großen Einfluss von Großkonzernen auf die Gestaltung der Agenda des Gipfels kritisierten.